# The Cannonball Run
The Cannonball Run is een Amerikaanse komische film uit 1981, onder regie van Hal Needham.

## Verhaal
J.J. McClure is een snelheidsmaniak. Hij vormt een team met Victor Prinzim, een zwaarlijvige man met een superheld (Captain Chaos) als alter ego. Ze besluiten mee te doen aan een illegale autorace, The Cannonball Run, met als raceauto een Dodge Tradesman ambulance (met dokter Nikolas Van Helsing en 'patiënte' Pamela Glover). Ze moeten het opnemen tegen twee in een Subaru GL 4WD voorzien van allerlei technische snufjes rijdende Japanners (Jackie Chan en Michael Hui), twee als katholieke priesters verklede gokkers (Morris Fenderbaum en Jamie Blake) in een Ferrari 308 GTS, racer Seymour Goldfarb Jr. die zich verbeeldt dat hij Roger Moore is die de rol van James Bond speelt (ook daadwerkelijk gespeeld door Roger Moore), die een Aston Martin DB5 rijdt, en nog meer gestoorde autobestuurders. Tijdens de race van Connecticut aan de oostkust naar Californië aan de westkust gaat alles er niet zo eerlijk aan toe. De federale inspecteur Arthur J. Foyt probeert telkens zonder succes de race te stoppen (in eerste instantie vergezeld door Pamela Glover maar deze stapt later over naar het team van J.J. McClure en Victor Prinzim alias Captain Chaos).

## Rolverdeling
| Acteur           | Personage                    |
| ---------------- | ---------------------------- |
| Burt Reynolds    | J.J. McClure                 |
| Dom DeLuise      | Victor Prinzim/Captain Chaos |
| Roger Moore      | Seymour Goldfarb, Jr.        |
| Farrah Fawcett   | Pamela Glover                |
| Dean Martin      | Jamie Blake                  |
| Sammy Davis jr.  | Morris Fenderbaum            |
| Adrienne Barbeau | Marcie Thatcher              |
| Jack Elam        | Dokter Nikolas Van Helsing   |
| Terry Bradshaw   | Terry                        |
| Jackie Chan      | Jackie Chan                  |
| Bert Convy       | Bradford Compton             |
| Jamie Farr       | de sjeik                     |
| Peter Fonda      | Chief Biker                  |
| George Furth     | Arthur J. Foyt               |

## Naamgeving en inspiratie
De "Cannonball Run" bestond echt. De naam stamde van Erwin Baker. In 1914 reed hij met een Indian motorfiets van San Diego naar New York in een recordtijd van 11 dagen, 12 uur en 10 minuten. Hij kreeg de bijnaam "Cannonball" toen een journalist in New York hem vergeleek met de beroemde "Cannonball train" van de Illinois Central Railroad. Tot in de jaren dertig vestigde hij nog 142 records door grote afstanden met auto's en motorfietsen zo snel mogelijk af te leggen. Zijn beroemdste record vestigde hij in 1933 toen hij een Graham-Paige Model 57 Blue Streak 8 in 53½ uur van New York naar Los Angeles reed. Dit record bleef bijna 40 jaar staan. In 1971 organiseerden de autojournalisten Brock Yates en Steve Smith van het blad Car and Driver een min of meer illegale race van New York naar Redondo Beach (Californië). Ze noemden dit de "Cannonball Baker Sea-To-Shining-Sea Memorial Trophy Dash", maar de race werd ook de "Cannonball Baker" of de "Cannonball Run" genoemd. Voor de organisatie hadden ze twee redenen: de viering van het bestaan van het Interstate Highway snelwegnet, maar ook een protest tegen de invoering van de maximumsnelheid van 55 mph (89 km/h). Dat was nauwelijks sneller dan de gemiddelde snelheid van Cannonball Baker in de jaren dertig. Ze werden ook  geïnspireerd door de road movies Two-Lane Blacktop en Vanishing Point (allebei begin 1971 uitgekomen). De race werd in de jaren zeventig vijf maal georganiseerd: op 3 mei 1971, 15 november 1971, 13 november 1972, 23 april 1975 en 1 april 1979. De Amerikaanse coureur Dan Gurney won de tweede race met een gemiddelde snelheid van ongeveer 130 km/h in een Ferrari Daytona, waarbij hij één bekeuring kreeg. Er waren geen regels, behalve de start- en de finishplaats. De keuze van het voertuig en de route waren vrij. De eerste races startten na middernacht bij de Red Ball Garage aan East 31st Street in New York en eindigden bij de Portofino Inn in Redondo Beach. Later werd gestart in Darien. Car and Driver berichtte over de races, maar na de tweede race bracht Time ze nationaal onder de aandacht. Het publiek smulde echter van de berichten in Car and Driver en volgens dat tijdschrift was het ernstigste ongeluk een gevallen bord Lasagne in een camper die de race in 57 uur voltooide. In zijn memoires schreef Yates echter dat in 1972 het vrouwenteam bestaande uit Peggy Niemcek, Judy Stropus en SCCA coureur Donna Mae Mims ("The Pink Lady") met hun Cadillac limousine over de kop was geslagen nadat de bestuurder in slaap was gevallen.
Tijdens het filmen van een stunt raakte stuntvrouw Heidi von Beltz zwaargewond. De auto waar ze in zat was niet goed voorbereid en Von Beltz zou de rest van haar leven in een rolstoel doorbrengen.

## Trivia
- Morris Fenderbaum zou oorspronkelijk worden gespeeld door Don Rickles.
- De Ferrari 308 in de film was de Ferrari van regisseur Needham.
- Jackie Chans personage is Japans. Zelf is hij Chinees. In de film spreken ze Kantonees.